# Liste der Naturdenkmale in Seeheim-Jugenheim
Die Liste der Naturdenkmale in Seeheim-Jugenheim nennt die in Seeheim-Jugenheim im Landkreis Darmstadt-Dieburg in Hessen gelegenen Naturdenkmale. Sie sind nach § 28 Bundesnaturschutzgesetz (BNatschG) geschützt. Seit 1986 wurde acht weitere ehemalige Naturdenkmale aus der Ortsliste gelöscht.
| Bild                          | Bezeichnung                              | Ortsteil, Lage                           | Beschreibung | Art         | Nr. |
| ----------------------------- | ---------------------------------------- | ---------------------------------------- | --- | ----------- | --- |
| mehr Fotos \| Fotos hochladen | Seeheimer Düne (auch: Bickenbacher Düne) | Seeheim 49° 46′ 26,4″ N, 8° 37′ 37,2″ O  | Flugsanddüne mit seltener Flora und Fauna. Steppenrasen. |             |     |
| mehr Fotos \| Fotos hochladen | Centlinde                                | Jugenheim 49° 45′ 7,2″ N, 8° 38′ 34,8″ O | Einzelbaum. Ehemalige Gerichtslinde mit ruinenhaftem Stamm, Höhe etwa 19 Meter, Alter etwa 800 Jahre. Neben der Klosterruine Heiligenberg                                                                                              | Sommerlinde |     |
| mehr Fotos \| Fotos hochladen | Dorflinde                                | Malchen 49° 47′ 22,2″ N, 8° 39′ 18,1″ O  | Einzelbaum. Alter auf etwa 500 Jahre geschätzt; 1972 und 1983/1985 „saniert“, 2012 neu geschnitten und wieder austreibend; ehemals dreistöckig aufgebaut, Sicht durch zu nahe angepflanzte Bäume und bergabseitigen Carport verstellt. | Sommerlinde |     |
| Fotos hochladen               | Sanddünenflora bei Seeheim               | Seeheim 49° 45′ 36″ N, 8° 37′ 37,2″ O    | Flugsanddünen Kiefernwaldflora. |             |     |

## Belege
1. ↑  
Karte "Umweltschutz". BürgerGIS Landkreis Darmstadt-Dieburg. Landkreis Darmstadt-Dieburg, abgerufen am 4. April 2020.
2. 1 2  
Horst Bathon, Georg Wittenberger: Die Naturdenkmale des Landkreises Darmstadt-Dieburg mit Biotop-Touren, 2. erweiterte und vollständig überarbeitete Auflage. Hrsg.: Kreisausschuss des Landkreises Darmstadt-Dieburg – Untere Naturschutzbehörde (= Schriftenreihe Landkreis Darmstadt-Dieburg). Darmstadt 2016, ISBN 978-3-00-050136-4.
3. ↑  
Verordnung zur Sicherung von Naturdenkmalen im Landkreis Darmstadt. (pdf; 12 kB) Der Kreisausschuß des Landkreises Darmstadt als untere Naturschutzbehörde, 28. November 1955, abgerufen am 21. Juli 2016.
4. ↑  
Erste Nachtragsverordnung zur Sicherung von Naturdenkmalen im Landkreis Darmstadt. (pdf; 12 kB) Der Landrat des Landkreises Darmstadt, 8. Juli 1939, abgerufen am 21. Juli 2016.
5. ↑  
Verordnung zur Sicherung von Naturdenkmalen im Landkreis Darmstadt. (pdf; 26 kB) Kreisamt Darmstadt, 4. Mai 1938, abgerufen am 21. Juli 2016.
6. ↑  
Verordnung zur Sicherung von Naturdenkmalen im Landkreis Darmstadt. (pdf; 14 kB) Der Landrat des Landkreises Darmstadt als untere Naturschutzbehörde, 31. März 1950, abgerufen am 21. Juli 2016.

- Karte mit allen Koordinaten:
- OSM |
- WikiMap